# Шкурлов, Николай Матвеевич

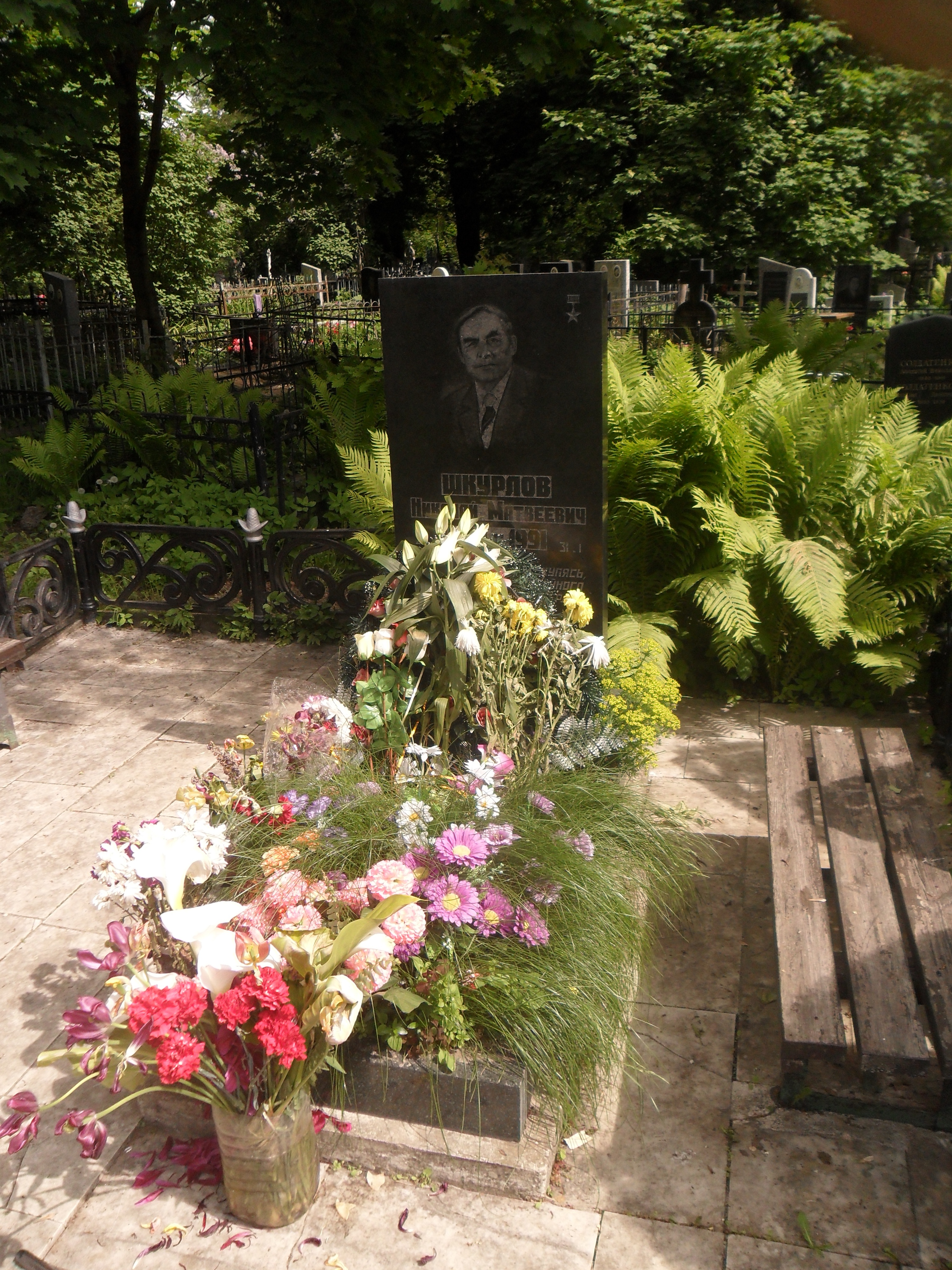
Могила Шкурлова на Братском кладбище Смоленска.

Николай Матвеевич Шкурлов (22 мая 1924, Светлое, Княжинское сельское поселение — 31 января 1991, Смоленск) — сельскохозяйственный деятель Смоленской области, участник Великой Отечественной войны, Герой Социалистического Труда (1990).

## Биография
Николай Шкурлов родился 22 мая 1924 года в деревне Светлое Починковского района Смоленской области. Окончил среднюю школу. Участвовал в Великой Отечественной войне, прошёл путь от Днепра до Эльбы. В 1948 году вступил в ВКП(б). В том же году он был демобилизован и вернулся в Смоленскую область. В 1948—1949 годах Шкурлов работал старшим бухгалтером Смоленской погрузочной конторы, в 1949—1954 годах — главным бухгалтером станции «Смоленск-Товарная» Западной железной дороги. В 1957 году он окончил заочный факультет Московского финансово-экономического института по специальности бухгалтера-экономиста.
Откликнулся на партийный призыв отправиться работать в село, был назначен на должность заведующего райфинотдела Касплянского района. В 1956—1958 годах Шкурлов был заместителем председателя Касплянского райисполкома. В 1958 году он стал председателем колхоза «Путь к коммунизму». Благодаря умелому руководству Шкурлов сумел вывести свой колхоз в один из лучших в районе. В марте 1961 года семь колхозов было объединено в один на базе совхоза «Верховье», председателем которого стал Шкурлов. В 1966 году он был награждён первым орденом Ленина. В 1967—1969 годах он возглавлял опытно-производственное хозяйство «Верховье». В 1969—1972 годах Шкурлов был заместителем начальника Смоленского областного управления сельского хозяйства, затем стал начальником отдела подбора и подготовки кадров.
С февраля 1973 года Шкурлов руководил птицефабрикой в Талашкино. В годы его руководства этим предприятием была произведена её полная реконструкция и техническое переоснащение, построено большое количество производственных объектов, культурно-просветительских, спортивных, медицинских учреждений, средней и музыкальной школ. Шкурлов применял в производстве достижения науки и техники. Фабрика при нём превратилась в многоотраслевое хозяйство, которое специализировалось на производстве продукции птицеводства, животноводства и зерновых культур. Коллектив Талашкинской птицефабрики 20 лет подряд награждался переходящим Красным знаменем.
Указом Президента СССР от 8 октября 1990 года за «выдающиеся успехи в развитии сельского хозяйства, большой личный вклад в увеличение производства и продажи государству сельскохозяйственной продукции на основе применения интенсивных технологий и передовых методов организации труда» Николай Шкурлов был удостоен высокого звания Героя Социалистического Труда с вручением ордена Ленина и золотой медали «Серп и Молот».
Был членом Смоленского обкома и райкома КПСС, депутатом сельского и районного Советов народных депутатов, делегатом съездов учителей СССР, медиков СССР.
Проживал в Смоленске. Умер 31 января 1991 года, похоронен на Братском кладбище Смоленска.
Был награждён четырьмя орденами Ленина, орденами Трудового Красного Знамени и Отечественной войны 1-й и 2-й степеней, а также рядом медалей, в том числе двух золотых, серебряной и бронзовой медалей ВДНХ СССР. Заслуженный работник сельского хозяйства РСФСР (1981).